# Tega Cay
Tega Cay est une ville située dans le comté de York, dans l’État de Caroline du Sud, aux États-Unis. Lors du recensement de 2020, elle comptait 12 832 habitants.